# Bilan saison par saison des Suns de Phoenix

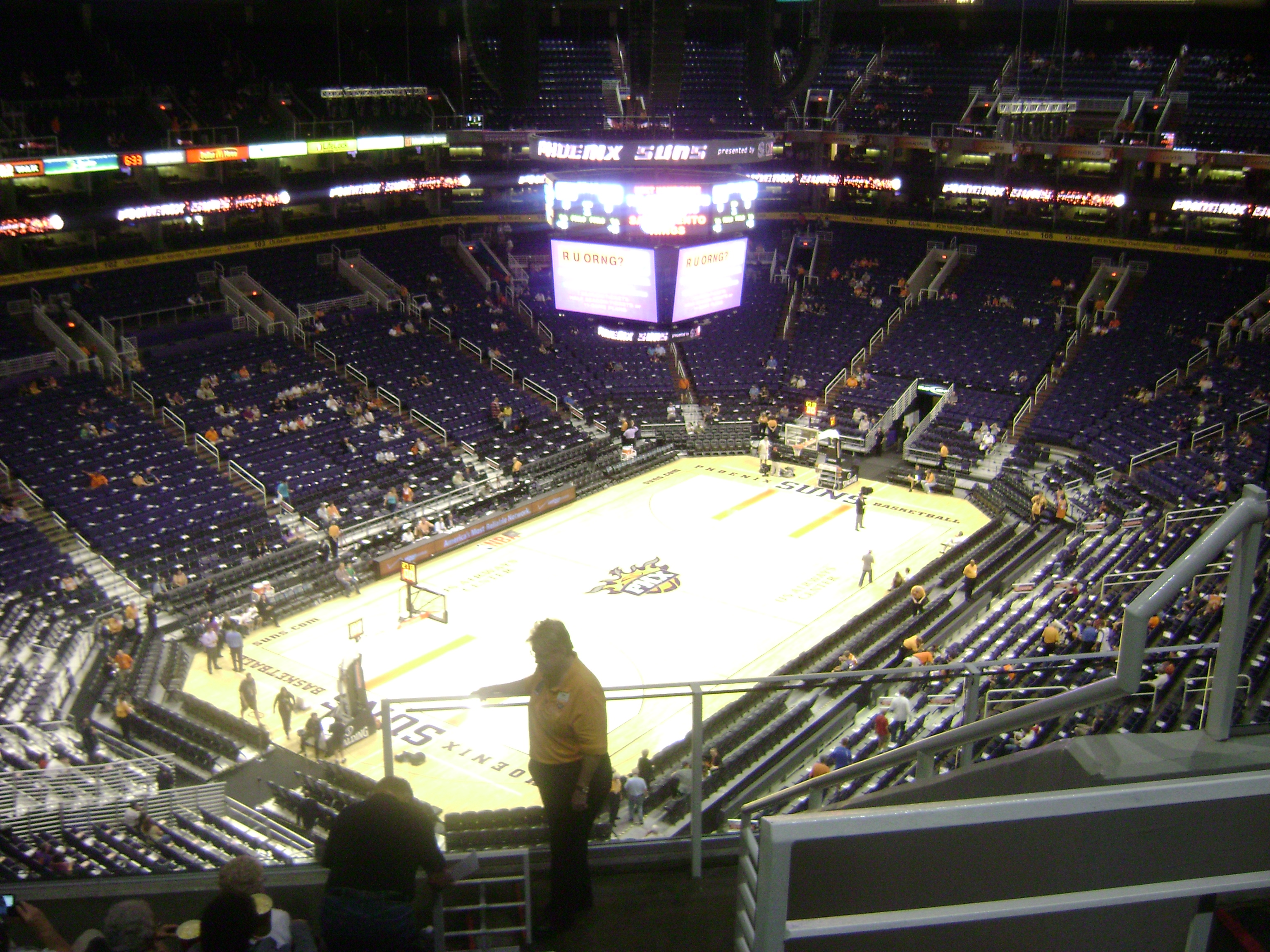
Le Footprint Center est l'arène des Suns.

Le tableau suivant est un bilan saison par saison des Suns de Phoenix avec les performances réalisées par la franchise depuis sa création en 1968.
| Saison           | Équipe           | Conférence       | Conférence       | Division         | Division         | Saison régulière | Saison régulière | Saison régulière | Playoffs | Entraîneur principal                  | Réf.             |
| Saison           | Équipe           | Conférence       | Conférence       | Division         | Division         | V                | D                | PCT              | Playoffs | Entraîneur principal                  | Réf.             |
| ---------------- | ---------------- | ---------------- | ---------------- | ---------------- | ---------------- | ---------------- | ---------------- | ---------------- | --- | ------------------------------------- | ---------------- |
| Phoenix Suns.    |                  |                  |                  |                  |                  |                  |                  |                  | |                                       |                  |
| 1968-69          | 1968-69          | —                | —                | Ouest            | 7e               | 16               | 66               | 19,5%            | - | Red Kerr                              | [ 1 ]            |
| 1969-70          | 1969-70          | —                | —                | Ouest            | 3e               | 39               | 43               | 47,6%            | Défaite en demi-finale de division (L.A. Lakers, 3-4) | Red Kerr Jerry Colangelo              | [ 2 ]            |
| 1970-71          | 1970-71          | Ouest            | 5e               | Midwest          | 3e               | 48               | 34               | 58,5%            | - | Cotton Fitzsimmons                    | [ 3 ]            |
| 1971-72          | 1971-72          | Ouest            | 5e               | Midwest          | 3e               | 49               | 33               | 59,8%            | - | Cotton Fitzsimmons                    | [ 4 ]            |
| 1972-73          | 1972-73          | Ouest            | 6e               | Pacifique        | 3e               | 38               | 44               | 46,3%            | - | Butch van Breda Kolff Jerry Colangelo | [ 5 ]            |
| 1973-74          | 1973-74          | Ouest            | 8e               | Pacifique        | 4e               | 30               | 52               | 36,6%            | - | John MacLeod                          | [ 6 ]            |
| 1974-75          | 1974-75          | Ouest            | 8e               | Pacifique        | 4e               | 32               | 50               | 39,0%            | - | John MacLeod                          | [ 7 ]            |
| 1975-76          | 1975-76          | Ouest            | 3e               | Pacifique        | 3e               | 42               | 40               | 51,2%            | Victoire en demi-finale de conférence (Seattle, 4-2) Victoire en finale de conférence (Golden State, 4-3) Défaite en finale NBA (Boston, 2-4)                                                | John MacLeod                          | [ 8 ]            |
| 1976-77          | 1976-77          | Ouest            | 10e              | Pacifique        | 5e               | 34               | 48               | 41,5%            | - | John MacLeod                          | [ 9 ]            |
| 1977-78          | 1977-78          | Ouest            | 3e               | Pacifique        | 2e               | 49               | 33               | 59,8%            | Défaite au premier tour (Milwaukee, 0-2) | John MacLeod                          | [ 10 ]           |
| 1978-79          | 1978-79          | Ouest            | 3e               | Pacifique        | 2e               | 50               | 32               | 61,0%            | Victoire au premier tour (Portland, 2-1) Victoire en demi-finale de conférence (Sacramento, 4-1) Défaite en finale de conférence (Seattle, 3-4)                                              | John MacLeod                          | [ 11 ]           |
| 1979-80          | 1979-80          | Ouest            | 4e               | Pacifique        | 3e               | 55               | 27               | 67,1%            | Victoire au premier tour (Sacramento, 2-1) Défaite en demi-finale de conférence (L.A. Lakers, 1-4)                                                                                           | John MacLeod                          | [ 12 ]           |
| 1980-81          | 1980-81          | Ouest            | 1er              | Pacifique        | 1er              | 57               | 25               | 69,5%            | Victoire en demi-finale de conférence (Sacramento, 3-4) | John MacLeod                          | [ 13 ]           |
| 1981-82          | 1981-82          | Ouest            | 5e               | Pacifique        | 3e               | 46               | 36               | 56,1%            | Victoire au premier tour (Denver, 2-1) Défaite en demi-finale de conférence (L.A. Lakers, 0-4)                                                                                               | John MacLeod                          | [ 14 ]           |
| 1982-83          | 1982-83          | Ouest            | 3e               | Pacifique        | 2e               | 53               | 29               | 64,6%            | Défaite au premier tour (Denver, 1-2) | John MacLeod                          | [ 15 ]           |
| 1983-84          | 1983-84          | Ouest            | 6e               | Pacifique        | 4e               | 41               | 41               | 50,0%            | Victoire au premier tour (Portland, 3-2) Victoire en demi-finale de conférence (Utah, 4-2) Défaite en finale de conférence (L.A. Lakers, 2-4)                                                | John MacLeod                          | [ 16 ]           |
| 1984-85          | 1984-85          | Ouest            | 8e               | Pacifique        | 3e               | 36               | 46               | 43,9%            | Défaite au premier tour (L.A. Lakers, 0-3) | John MacLeod                          | [ 17 ]           |
| 1985-86          | 1985-86          | Ouest            | 9e               | Pacifique        | 3e               | 32               | 50               | 39,0%            | - | John MacLeod                          | [ 18 ]           |
| 1986-87          | 1986-87          | Ouest            | 9e               | Pacifique        | 5e               | 36               | 46               | 43,9%            | - | John MacLeod Dick Van Arsdale         | [ 19 ]           |
| 1987-88          | 1987-88          | Ouest            | 9e               | Pacifique        | 4e               | 28               | 54               | 34,1%            | - | John Wetzel                           | [ 20 ]           |
| 1988-89          | 1988-89          | Ouest            | 3e               | Pacifique        | 2e               | 55               | 27               | 67,1%            | Victoire au premier tour (Denver, 3-0) Victoire en demi-finale de conférence (Golden State, 4-1) Défaite en finale de conférence (L.A. Lakers, 0-4)                                          | Cotton Fitzsimmons                    | [ 21 ]           |
| 1989-90          | 1989-90          | Ouest            | 5e               | Pacifique        | 3e               | 54               | 28               | 65,9%            | Victoire au premier tour (Utah, 3-2) Victoire en demi-finale de conférence (L.A. Lakers, 4-1) Défaite en finale de conférence (Portland, 2-4)                                                | Cotton Fitzsimmons                    | [ 22 ]           |
| 1990-91          | 1990-91          | Ouest            | 4e               | Pacifique        | 3e               | 55               | 27               | 67,1%            | Défaite au premier tour (Utah, 1-3) | Cotton Fitzsimmons                    | [ 23 ]           |
| 1991-92          | 1991-92          | Ouest            | 4e               | Pacifique        | 3e               | 53               | 29               | 64,6%            | Victoire au premier tour (San Antonio, 3-0) Défaite en demi-finale de conférence (Portland, 1-4)                                                                                             | Cotton Fitzsimmons                    | [ 24 ]           |
| 1992-93          | 1992-93          | Ouest            | 1er              | Pacifique        | 1er              | 62               | 20               | 75,6%            | Victoire au premier tour (L.A. Lakers, 3-2) Victoire en demi-finale de conférence (San Antonio, 4-2) Victoire en finale de conférence (Seattle, 4-3) Défaite en finale NBA (Chicago, 2-4)    | Paul Westphal                         | [ 25 ]           |
| 1993-94          | 1993-94          | Ouest            | 3e               | Pacifique        | 2e               | 56               | 26               | 68,3%            | Victoire au premier tour (Golden State, 3-0) Défaite en demi-finale de conférence (Houston, 3-4)                                                                                             | Paul Westphal                         | [ 26 ]           |
| 1994-95          | 1994-95          | Ouest            | 1er              | Pacifique        | 1er              | 59               | 23               | 72,0%            | Victoire au premier tour (Portland, 3-0) Défaite en demi-finale de conférence (Houston, 3-4)                                                                                                 | Paul Westphal                         | [ 27 ]           |
| 1995-96          | 1995-96          | Ouest            | 7e               | Pacifique        | 4e               | 41               | 41               | 50,0%            | Défaite au premier tour (San Antonio, 1-3) | Paul Westphal Cotton Fitzsimmons      | [ 28 ]           |
| 1996-97          | 1996-97          | Ouest            | 7e               | Pacifique        | 4e               | 40               | 42               | 48,8%            | Défaite au premier tour (Seattle, 2-3) | Cotton Fitzsimmons Danny Ainge        | [ 29 ]           |
| 1997-98          | 1997-98          | Ouest            | 4e               | Pacifique        | 3e               | 56               | 26               | 68,3%            | Défaite au premier tour (San Antonio, 1-3) | Danny Ainge                           | [ 30 ]           |
| 1998-99          | 1998-99          | Ouest            | 7e               | Pacifique        | 3e               | 27               | 23               | 54,0%            | Défaite au premier tour (Portland, 2-3) | Danny Ainge                           | [ 31 ]           |
| 1999-00          | 1999-00          | Ouest            | 5e               | Pacifique        | 3e               | 53               | 29               | 64,6%            | Victoire au premier tour (San Antonio, 3-1) Défaite en demi-finale de conférence (L.A. Lakers, 1-4)                                                                                          | Danny Ainge Scott Skiles              | [ 32 ]           |
| 2000-01          | 2000-01          | Ouest            | 6e               | Pacifique        | 3e               | 51               | 31               | 62,3%            | Défaite au premier tour (Sacramento, 1-3) | Scott Skiles                          | [ 33 ]           |
| 2001-02          | 2001-02          | Ouest            | 10e              | Pacifique        | 6e               | 36               | 46               | 43,9%            | - | Scott Skiles Frank Johnson            | [ 34 ]           |
| 2002-03          | 2002-03          | Ouest            | 8e               | Pacifique        | 4e               | 44               | 38               | 53,7%            | Défaite au premier tour (San Antonio, 2-4) | Frank Johnson                         | [ 35 ]           |
| 2003-04          | 2003-04          | Ouest            | 13e              | Pacifique        | 6e               | 29               | 53               | 35,4%            | - | Frank Johnson Mike D'Antoni           | [ 36 ]           |
| 2004-05          | 2004-05          | Ouest            | 1er              | Pacifique        | 1er              | 62               | 20               | 75,6%            | Victoire au premier tour (Memphis, 4-0) Victoire en demi-finale de conférence (Dallas, 4-2) Défaite en finale de conférence (San Antonio, 1-4)                                               | Mike D'Antoni                         | [ 37 ]           |
| 2005-06          | 2005-06          | Ouest            | 2e               | Pacifique        | 1er              | 54               | 28               | 65,9%            | Victoire au premier tour (L.A. Lakers, 4-3) Victoire en demi-finale de conférence (L.A. Clippers, 4-3) Défaite en finale de conférence (Dallas, 2-4)                                         | Mike D'Antoni                         | [ 38 ]           |
| 2006-07          | 2006-07          | Ouest            | 2e               | Pacifique        | 1er              | 61               | 21               | 74,4%            | Victoire au premier tour (L.A. Lakers, 4-1) Défaite en demi-finale de conférence (San Antonio, 2-4)                                                                                          | Mike D'Antoni                         | [ 39 ]           |
| 2007-08          | 2007-08          | Ouest            | 6e               | Pacifique        | 2e               | 55               | 27               | 67,1%            | Défaite au premier tour (San Antonio, 1-4) | Mike D'Antoni                         | [ 40 ]           |
| 2008-09          | 2008-09          | Ouest            | 9e               | Pacifique        | 2e               | 46               | 36               | 56,1%            | - | Terry Porter Alvin Gentry             | [ 41 ]           |
| 2009-10          | 2009-10          | Ouest            | 3e               | Pacifique        | 2e               | 54               | 28               | 65,9%            | Victoire au premier tour (Portland, 4-2) Victoire en demi-finale de conférence (San Antonio, 4-0) Défaite en finale de conférence (L.A. Lakers, 2-4)                                         | Alvin Gentry                          | [ 42 ]           |
| 2010-11          | 2010-11          | Ouest            | 10e              | Pacifique        | 2e               | 40               | 42               | 48,8%            | - | Alvin Gentry                          | [ 43 ]           |
| 2011-12          | 2011-12          | Ouest            | 10e              | Pacifique        | 3e               | 33               | 33               | 50,0%            | - | Alvin Gentry                          | [ 44 ]           |
| 2012-13          | 2012-13          | Ouest            | 15e              | Pacifique        | 5e               | 25               | 57               | 30,5%            | - | Alvin Gentry Lindsey Hunter           | [ 45 ]           |
| 2013-14          | 2013-14          | Ouest            | 9e               | Pacifique        | 3e               | 48               | 34               | 58,5%            | - | Jeff Hornacek                         | [ 46 ]           |
| 2014-15          | 2014-15          | Ouest            | 10e              | Pacifique        | 3e               | 39               | 43               | 47,6%            | - | Jeff Hornacek                         | [ 47 ]           |
| 2015-16          | 2015-16          | Ouest            | 14e              | Pacifique        | 4e               | 23               | 59               | 28,0%            | - | Jeff Hornacek Earl Watson             | [ 48 ]           |
| 2016-17          | 2016-17          | Ouest            | 15e              | Pacifique        | 5e               | 24               | 58               | 29,3%            | - | Earl Watson                           | [ 49 ]           |
| 2017-18          | 2017-18          | Ouest            | 15e              | Pacifique        | 5e               | 21               | 61               | 25,6%            | - | Earl Watson Jay Triano                | [ 50 ]           |
| 2018-19          | 2018-19          | Ouest            | 15e              | Pacifique        | 5e               | 19               | 63               | 23,2%            | - | Igor Kokoškov                         | [ 51 ]           |
| 2019-20          | 2019-20          | Ouest            | 10e              | Pacifique        | 3e               | 34               | 39               | 46,6%            | - | Monty Williams                        | [ 52 ]           |
| 2020-21          | 2020-21          | Ouest            | 2e               | Pacifique        | 1er              | 51               | 21               | 70,8%            | Victoire au premier tour (L.A. Lakers, 4-2) Victoire en demi-finale de conférence (Denver, 4-0) Victoire en finale de conférence (L.A. Clippers, 4-2) Défaite en finale NBA (Milwaukee, 2-4) | Monty Williams                        | [ 53 ]           |
| 2021-22          | 2021-22          | Ouest            | 1er              | Pacifique        | 1er              | 64               | 18               | 78,0%            | Victoire au premier tour (La Nouvelle-Orléans, 4-2) Défaite en demi-finale de conférence (Dallas, 3-4)                                                                                       | Monty Williams                        | [ 54 ]           |
| 2022-23          | 2022-23          | Ouest            | 4e               | Pacifique        | 2e               | 45               | 37               | 54,9%            | Victoire au premier tour (L.A. Clippers, 4-1) Défaite en demi-finale de conférence (Denver, 2-4)                                                                                             | Monty Williams                        | [ 55 ]           |
| 2023-24          | 2023-24          | Ouest            | 6e               | Pacifique        | 2e               | 49               | 33               | 59,8%            | Défaite au premier tour (Minnesota, 0-4) | Frank Vogel                           | [ 56 ]           |
| 2024-25          | 2024-25          | Ouest            | 11e              | Pacifique        | 5e               | 36               | 46               | 43,9%            | - | Mike Budenholzer                      | [ 57 ]           |
| Saison régulière | Saison régulière | Saison régulière | Saison régulière | Saison régulière | Saison régulière | 2 465            | 2 142            | 53,5%            | |                                       |                  |
| Playoffs         | Playoffs         | Playoffs         | Playoffs         | Playoffs         | Playoffs         | 160              | 164              | 49,4%            | Pas de titre NBA | Pas de titre NBA                      | Pas de titre NBA |